# 신조 타케히코
신조 타케히코 (新城毅彦, 1962년 ~ )는 일본의 영화 감독, PD이다.

## 참가 작품

### 영화
- 《다만, 널 사랑하고 있어》 (2006)
- 《천국에서 너를 만나면》 (2007)
- 《내 첫사랑을 너에게 바친다》 (2009)
- 《파라다이스 키스》 (2013)
- 《깨끗하고 연약한》 (2013)
- 《4월은 너의 거짓말》 (2016)
- 《한낮의 유성》 (2017)
- 《오전 0시, 키스하러 와줘》 (2019)

### 방송
- 《보이헌트》 (1998)
- 《메링 더 팜》 (2004)
- 《길모퉁이 분기점의 그녀》 (2005)
- 《레가타》 (2006)
- 《네자매 탐정단》 (2008)
- 《엄마의 마지막 날》 (2010)
- 《스텝파더, 스텝》 (2012)
- 《망향》 (2016)
- 《우리들이 했습니다》 (2017)